# Rablay-sur-Layon
Rablay-sur-Layon korábbi község Franciaország Loire mente régiójában, Maine-et-Loire megyében. 2016. január 1-jén négy másik korábbi községgel egyesült és Bellevigne-en-Layon új község része lett.
Lakosainak száma 783 fő (2018. január 1.). Rablay-sur-Layon Beaulieu-sur-Layon, Champ-sur-Layon, Chanzeaux és Faye-d’Anjou községekkel határos.

## Népesség
A település népességének változása:
| Lakosok száma | 568  | 537  | 592  | 571  | 635  | 721  | 734  | 744  | 782  | 783  |
|               | 1962 | 1968 | 1982 | 1990 | 1999 | 2008 | 2011 | 2013 | 2017 | 2018 |